# インスティテュート・オブ・コンティニュイング・エデュケーション (ケンブリッジ大学)
インスティテュート・オブ・コンティニュイング・エデュケーション（英: The Institute of Continuing Education; ICE）は、ケンブリッジ大学の学部および大学院レベルで学生がケンブリッジ大学の資格を取得できるようにする継続教育プログラムの提供を専門とする部門です。
その受賞歴のあるプログラムは、学部の証明書からパートタイムの修士号まで多岐にわたります。 
ICEは、イギリスで最も古い継続教育部門です。 
この教育機関には、ケンブリッジ大学の毎年恒例の国際サマープログラムに参加する60か国以上からの約1,000人の学生を含む、6,000人を超える学生が毎年在籍しています。 学生は、3つの幅広い分野のテーマにわたって約250の異なるコースから選択できます。創造的な執筆と英文学;と専門的な研究。 
この教育機関は、1867年にジェームズスチュアートが行った一連の講義に端を発しています。主にケンブリッジシャーのマディングリーホールを拠点としています。

## 歴史

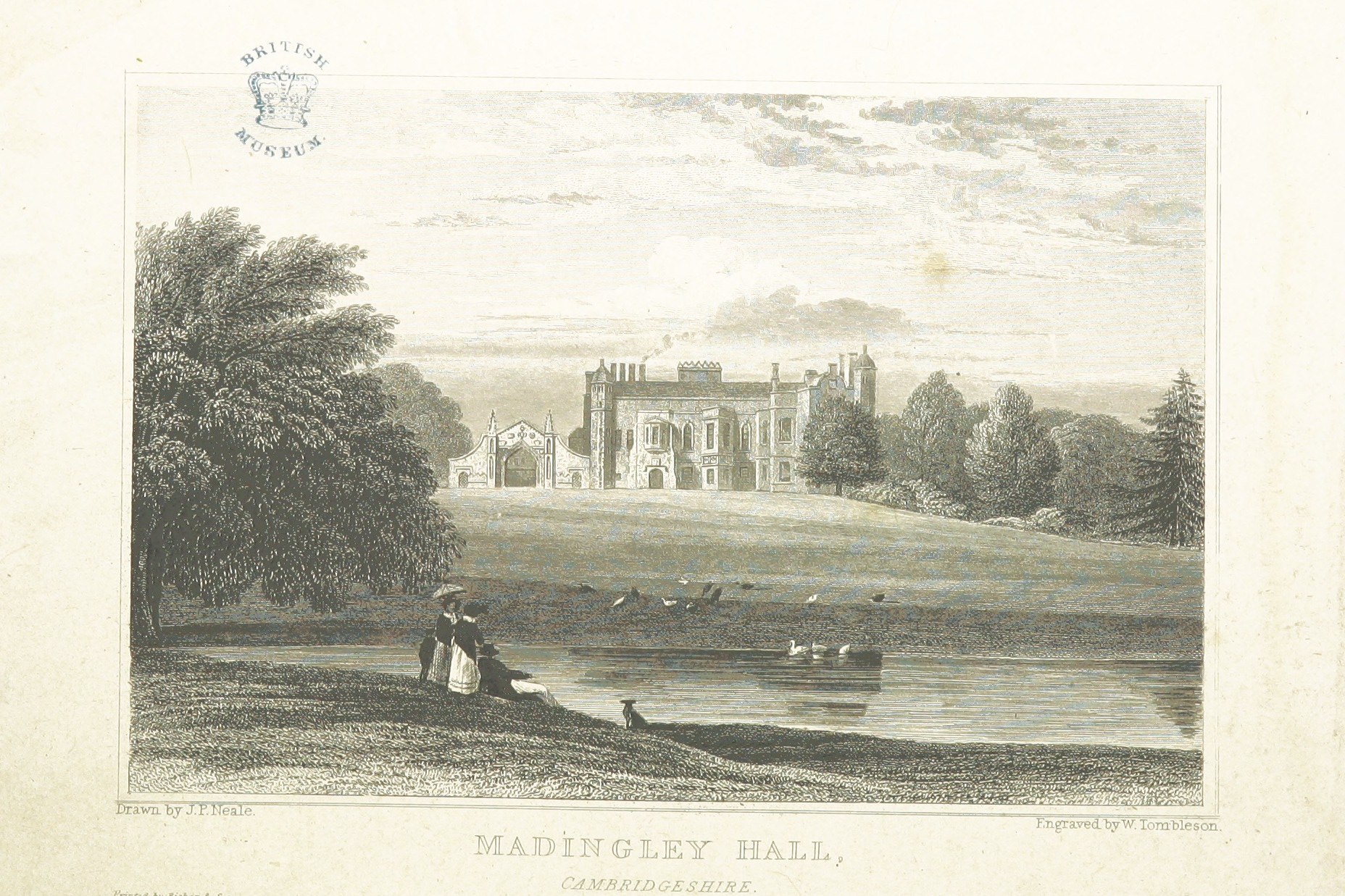
マディングリーホール（1824年）。

インスティテュート・オブ・コンティニュイング・エデュケーション（ICE）は、ケンブリッジ大学のエンジニアであるジェームズ・スチュアートによって1873年にローカルレクチャーシンジケートとして設立されました。  以前は、壁画外研究委員会（BEMS）および継続教育委員会としても知られていました。
1867年、参政権者のアン・クラフと女性参政権推進評議会は、ジェームズ・スチュアートに、少女と女性の教育機会に対するニーズの高まりに直接応えて、英国の5つの都市で講義コースを提供するよう依頼しました。  これらの講師は、大学に進学できない人々に高等教育を提供することを目的とした大学継続運動の始まりを示しました。 エクセターやシェフィールドなどの都市にあるケンブリッジの学者が指導するエクステンション・センターは、新しいユニバーシティ・カレッジの形成の中心であり、1800年代後半にイギリス全土の都市に大学を拡大することにつながりました。 
ケンブリッジ大学は、1873年に大学拡張運動を認可し、10月8日にダービーで始まる最初のコースを提供しました。 同じ年に、大学は、ジェームズスチュアート、ブルックウェストコット、ジョセフライトフット、ヘンリーシジウィックを含むローカルレクチャーシンジケートを任命しました。  1924年、ローカルレクチャーシンジケートは自律的な壁画外研究委員会（BEMS）になり 、1927年にケンブリッジのミルレーンに新しく建てられたスチュアートハウスに移転した数年後に新しい恒久的な家を見つけました取締役会は、ケンブリッジシャーのマディングリーホールに移転した1975年までスチュアートハウスを拠点としていました。 

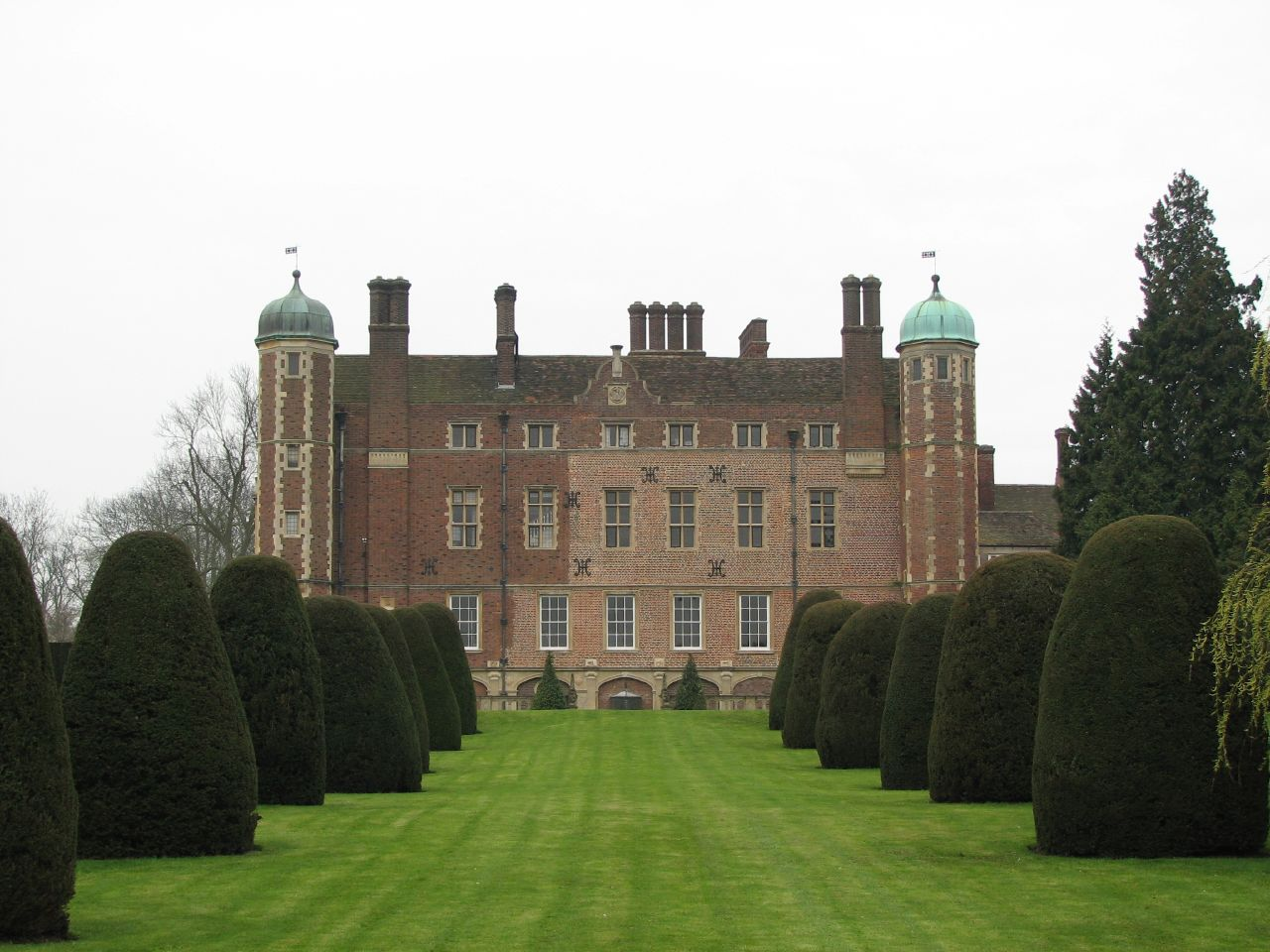
庭園から見たマディングリーホール。

1991年8月、壁画外研究委員会（BEMS）は継続教育委員会に改名されました。 教育機関は2001年1月1日に現在の名前を受け取りました。 

### 学部長

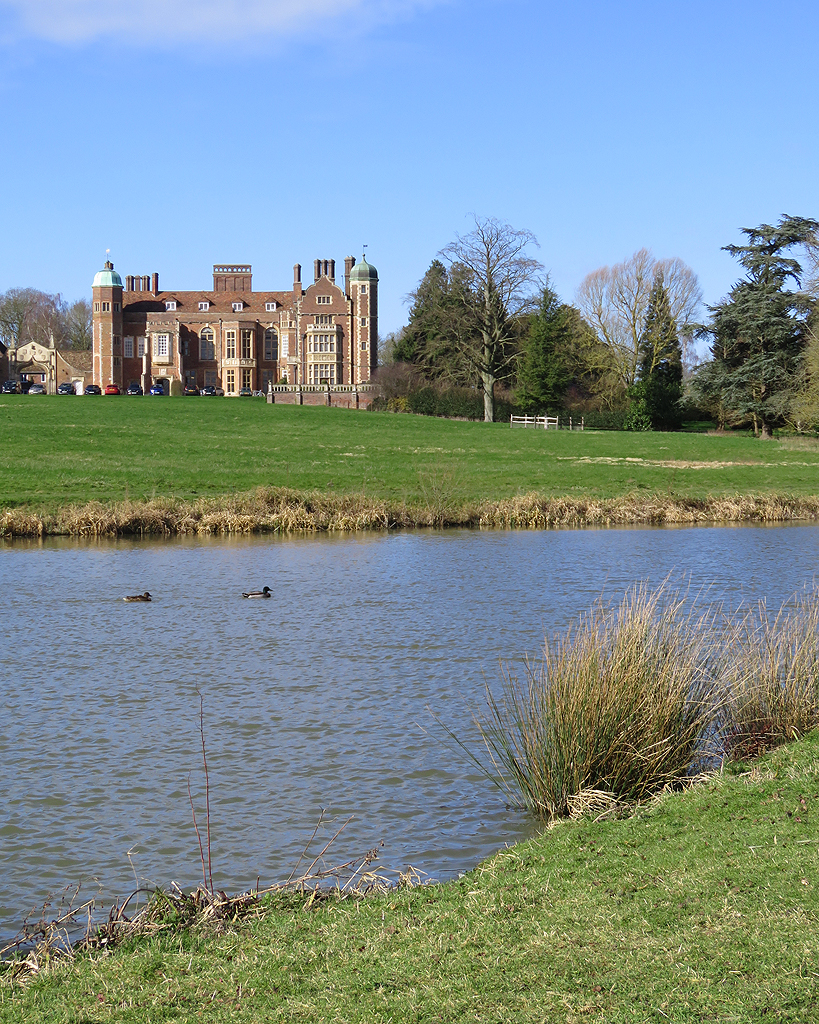
マディングリーホール湖。

| 名前                                                   | 限目        |
| ------------------------------------------------------ | ----------- |
| ジェームズ・スチュアートとVHスタントン牧師（共同秘書） | 1873-1876   |
| GFブラウン牧師                                         | 1876-1891   |
| アーサーベリー                                         | 1891-1894   |
| RDロバーツ                                             | 1894-1902   |
| DHSクラナージ牧師                                      | 1902-1928   |
| ジェフ・ヒクソン                                       | 1928-1967   |
| ジョン・アンドリュー                                   | 1967-1977   |
| レスリーウェイパー                                     | 1977-1980   |
| マイケル・アレン                                       | 1980-1990   |
| スーザン・ローリングス（暫定ディレクター）             | 1990-1990   |
| マイケル・リチャードソン                               | 1990-2003   |
| スーザン・ローリングス（暫定ディレクター）             | 2003-2004   |
| リチャード・テイラー                                   | 2004-2009   |
| レベッカ・リングウッド                                 | 2009-2015   |
| マイケル・グレゴリー卿（暫定ディレクター）             | 2015-2016   |
| ジェームズ・ガザード                                   | 2016年–現在 |

## プログラム概要
ICEは、住宅、オンライン、週末、夏、パートタイムのコースのほか、公開講座を提供しています。学習期間は、1日および2日のコースから、2年間のパートタイムの修士号までさまざまであり、コースは、個人的な興味や専門能力開発のために受講されることがよくあります。学生は、ケンブリッジ大学の学部課程や大学院の資格など、ケンブリッジ大学の資格に向けて勉強することができます。これには、ケンブリッジ大学で入学できる修士課程の資格が含まれます。  
この教育機関は、主要な分野にわたってアカデミック・ディレクターのグループを雇用しており、これらのアカデミックの多くは大学の教育責任者でもあり、一部は大学に所属しています。また、ケンブリッジ地域や他の場所にいる約300人の講師も教育に参加しています。  

### 学部サティフィケート・ディプロマ・上級ディプロマ

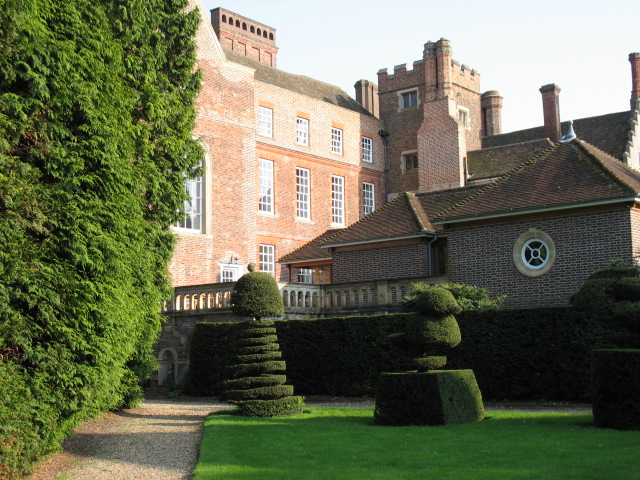
マディングリーホール。

ICEの学部課程は30以上の科目をカバーしており 、すべてのコースは英国のCredit Accumulation and Transfer Scheme （CATS）によって認定されています。 学部の受賞歴のあるコースは、1学年にわたってパートタイムで勉強されます。証明書はFHEQレベル4の賞であり、卒業証書はFHEQレベル5の賞であり、高度専門士はFHEQレベル6の賞です。  ICEは、学部の証明書、卒業証書、および2年間続く学部研究ベースの高度な卒業証書を提供します。これは、BAレベルでのフルタイムの学部研究の3年目の完了に相当します。芸術/科学の研究における学部の高度な卒業証書と経済学の高度な卒業証書（経済学部から）の両方は、 2番目の学士号と同等であると見なされ、学生は修士号や大学院の卒業証書などの大学院の研究に応募することができます。      

### 大学院サティフィケートとディプロマ
ICEの1年間のパートタイム大学院（FHEQレベル7）コースは、学生に芸術、科学、または専門分野で認められた資格を取得する機会を提供します。 

### パートタイムの修士号

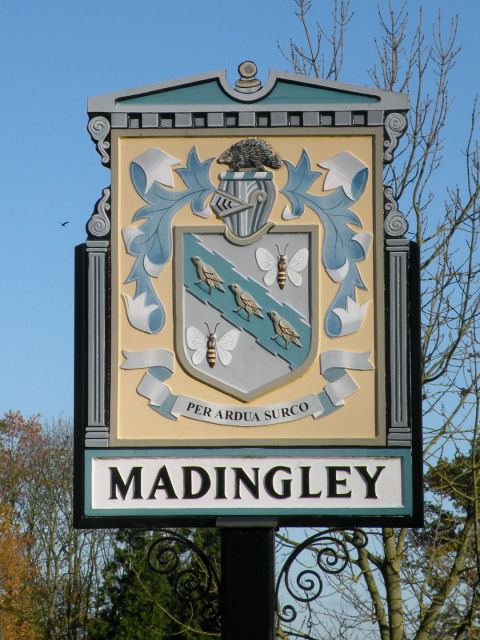
マディングリー村の看板、ケンブリッジシャー。

ICEの修士（MSt）の学位は、通常2年間にわたって実施されます。 略語MStは、ケンブリッジ大学（およびオックスフォード大学）でパートタイムベースで研究される180クレジットのFHEQレベル7修士号を示すために使用されます（MPhilは、フルタイムベースで研究される同等のコースに使用されます） 。  ICEは、医学教育、人工知能、クリエイティブライティングなどの分野でさまざまなMStコースを提供しています。  ICEは、他の大学の学部が提供するMStsの承認機関としても機能します。 
2018〜19学年度、ICEはケンブリッジ大学での実習生の導入を主導し、スキルベースの実習生コースを提供し、学生に選択された範囲の専門分野で大学院の資格を取得する機会を提供しました。 
2020年に、ICEは2つの新しい職業修士課程を提供しました。演劇、パフォーマンス詩、映画、テレビ、ラジオ、スタンダップコメディをカバーするパフォーマンスのための書面による修士号と、人工知能の責任ある使用における英国初の修士号です。知能。後者の資格は、製品が性差別などの害や偏見や不当を引き起こさないことを保証したいテクノロジーメーカーやその他の専門家向けに設計されています。  

### 短期コース
2014年から2019年の間に、ICEは、エリザベス女王ダイヤモンドジュビリートラストが女王のヤングリーダープログラムを提供することを支援しました。 QYLPにより、連邦全土の若者がさまざまなコミュニティプロジェクトをさらに発展させることができました。 
2019年9月、ICEは「スーパーチューズデー」と呼ばれる新しい一連の短期コースを開始しました。このコースでは、事前の資格を必要とせずに、すべての年齢の成人向けに特定のトピックを3時間紹介しました。 

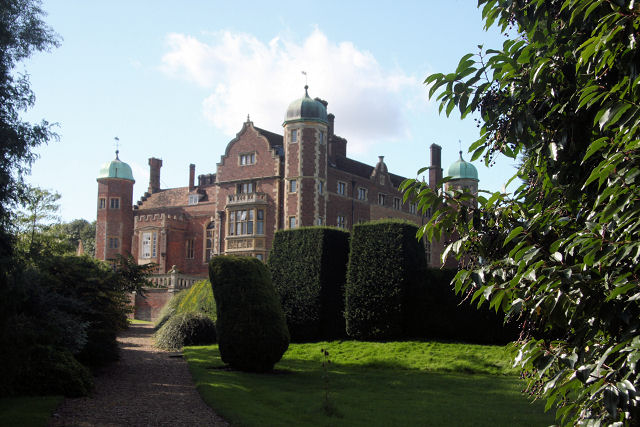
夏のマディングリーホール。

### 国際サマープログラム
ケンブリッジ大学インターナショナルサマープログラムは、11のプログラムにまたがる200以上のコースで、1週間から6週間の集中的な学習体験を提供します。このプログラムには、18歳から80歳以上までの60を超える国籍が集まります

### 国際プレマスタープログラム
ケンブリッジ国際プレマスタープログラムは、英語圏の大学で修士レベルの勉強の準備をしたい学生のための9か月のフルタイムプログラムです。このコースは、研究方法と実践における学生の能力を開発し、経営管理または工学における新たなテーマの理解を目的としています。  

## 学生

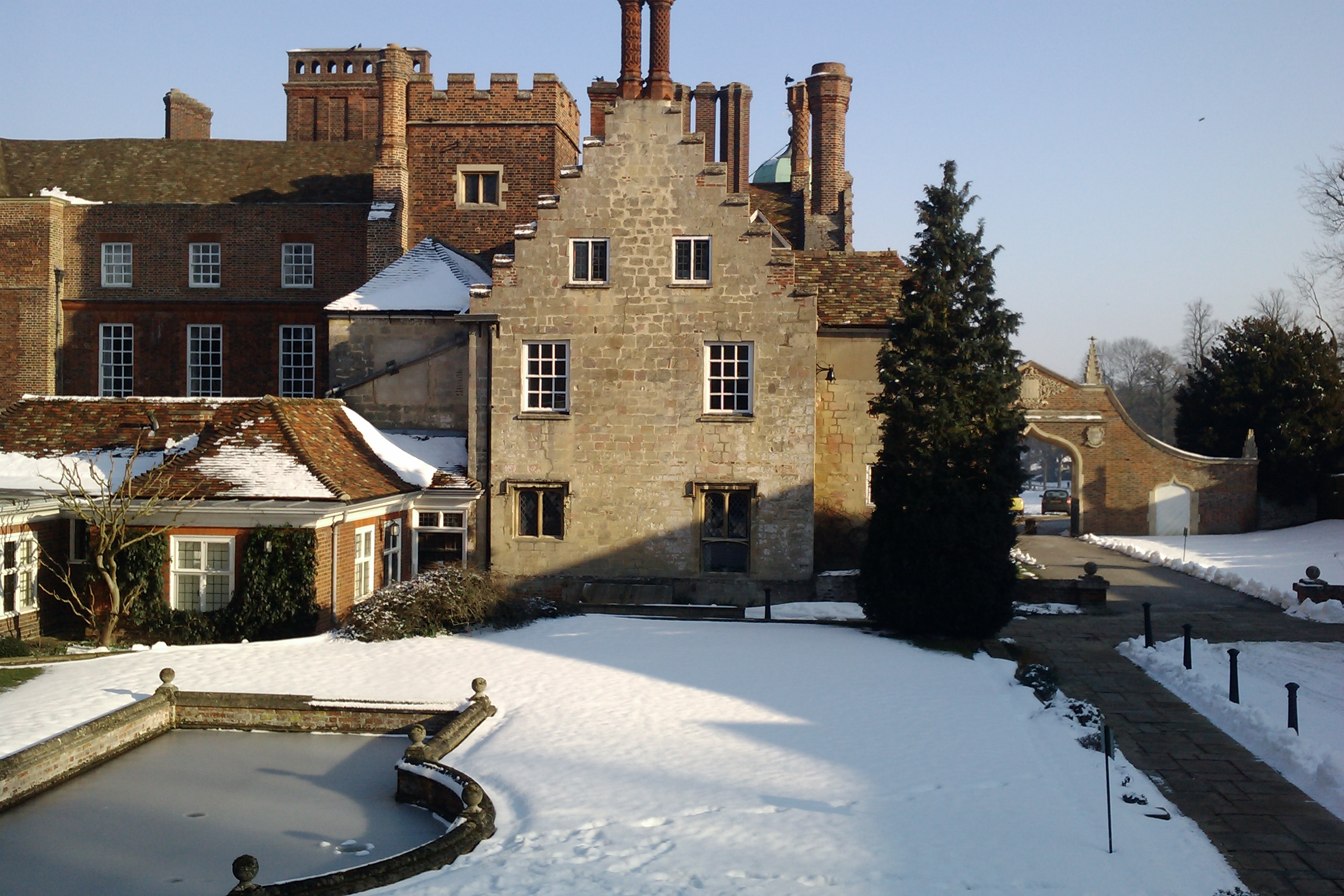
冬のマディングリーホール。

2019〜20学年度を通じて、6,057人の成人学生がICEのコースに登録し、さらに2,151人の成人が仮想イベントと対面イベントの両方に参加しました。 
2020年の夏、ICEは、成人がCOVID-19のパンデミックに最も襲われるのを支援するために、100万ポンドのバーサリープログラムを開始すると発表しました。プログラムの一環として、教育機関は30以上のパートタイムコースの授業料に充てるために、それぞれ1,000ポンド相当の1,000のバーサリーを提供しました。  COVID-19のパンデミック中に学んだ大学院生を支援するために、ICEは2021年2月に別のバーサリースキームを開始しました。この奨学金は、ケンブリッジ大学の100人の学生に、ICEの学部証明書、卒業証書、および高度な卒業証書の選択の費用に対して£2,100の寄付を提供します。 

### 学生生活
少なくとも1学年の長さの資格（学部証明書から開始）で勉強している学生は、ケンブリッジ大学図書館および他のケンブリッジ大学施設へのフルアクセスのための学生証を受け取ります。 
ケンブリッジ大学のすべての学生と同様に、ICEの学生は、大学のカードを提示すると、大学の植物園に無料で入場できます。  ICEの学生は、ケンブリッジ大学出版局が発行した本の20％割引も受けられます。この本は、ケンブリッジ大学出版局の書店で購入できます。 

## 著名人

### 学者

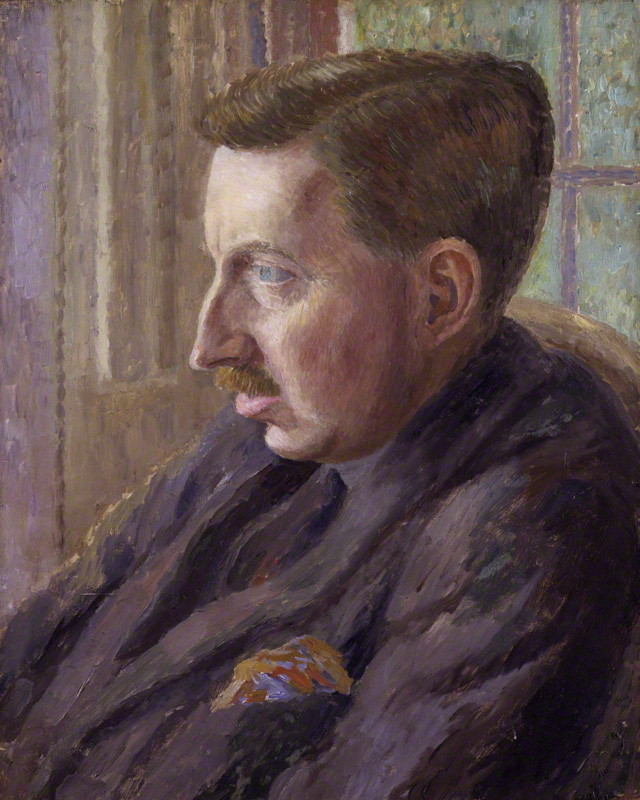
1903年から1910年にかけて、 EMフォースターはケンブリッジ大学の壁画外研究科（ICE）で講義を行いました。
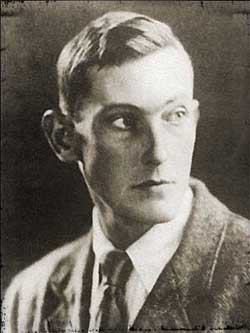
1923年にジョージマロリーは継続教育研究所の講師としての仕事をしました。
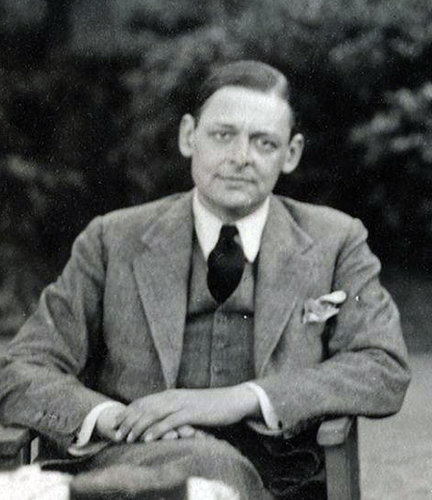
TSエリオットはケンブリッジ大学で一連の学外講義を行いました

- ジョージ・マロリーは、1924年にエベレストに登るために休暇を取る前に、1923年にICE（当時は壁画外研究委員会として知られていました）で講義を行いました。 [53]
- EMフォースターは、1903年にケンブリッジ大学で、眺めのいい部屋を書く間に最初の一連の壁外講義を行いました。 [54] [55]
- TSエリオットはケンブリッジ大学で一連の学外講義を行いました[56]
- 英国の作家、ナターシャ・パリー。 [57] JAホブソンは、ケンブリッジの壁画外研究委員会が提供する政治経済学のコースに参加しました。 [58]

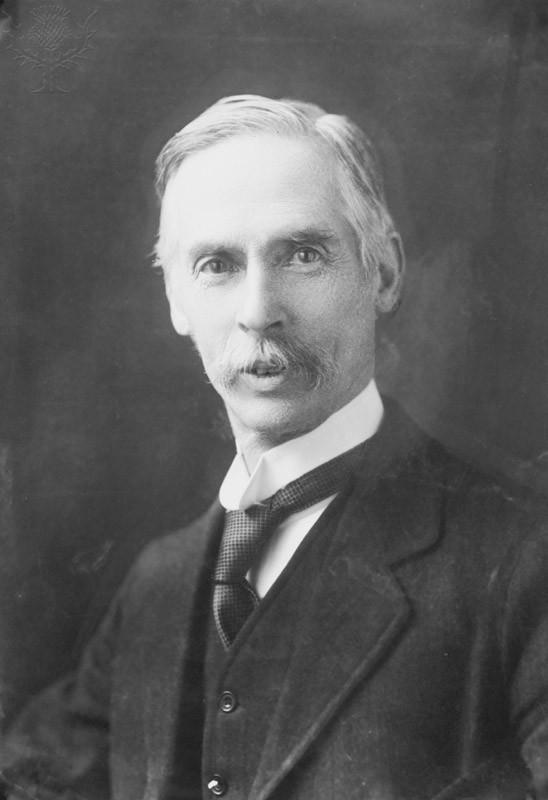
JAホブソンは、ケンブリッジの壁画外研究委員会が提供する政治経済学のコースに参加しました。

- ローズマリーホロックス博士は、ICEの歴史の関連講師です。 [59]
- 英国のコンサルタントウイルス学者であり、ネイキッドサイエンティストの科学ラジオ番組とポッドキャストの創設者であるクリススミス博士は、ICEに科学フェローの公的理解として雇用されています。 [60]

### 卒業生
- J. A. Hobson,  English economist and social scientist.[58]
- Sara Collins, author of The Confessions of Frannie Langton.[61]
- Annabel (A.F.) Steadman, author of the Skandar and the Unicorn Thief book series.[62]
- Sarah Sultoon, author of The Source.[63]

## 大学による監督
ICEの仕事は、管理委員会と大学によって任命されていた教育機関の講師を通じて、ケンブリッジ大学の理事会によって統治されています。 すべての受賞歴のあるコースは、英国のCredit Accumulation and Transfer Scheme （CATS）の一部であるケンブリッジ大学の資格を取得しています。 